# Villa Medici (Poggio a Caiano)

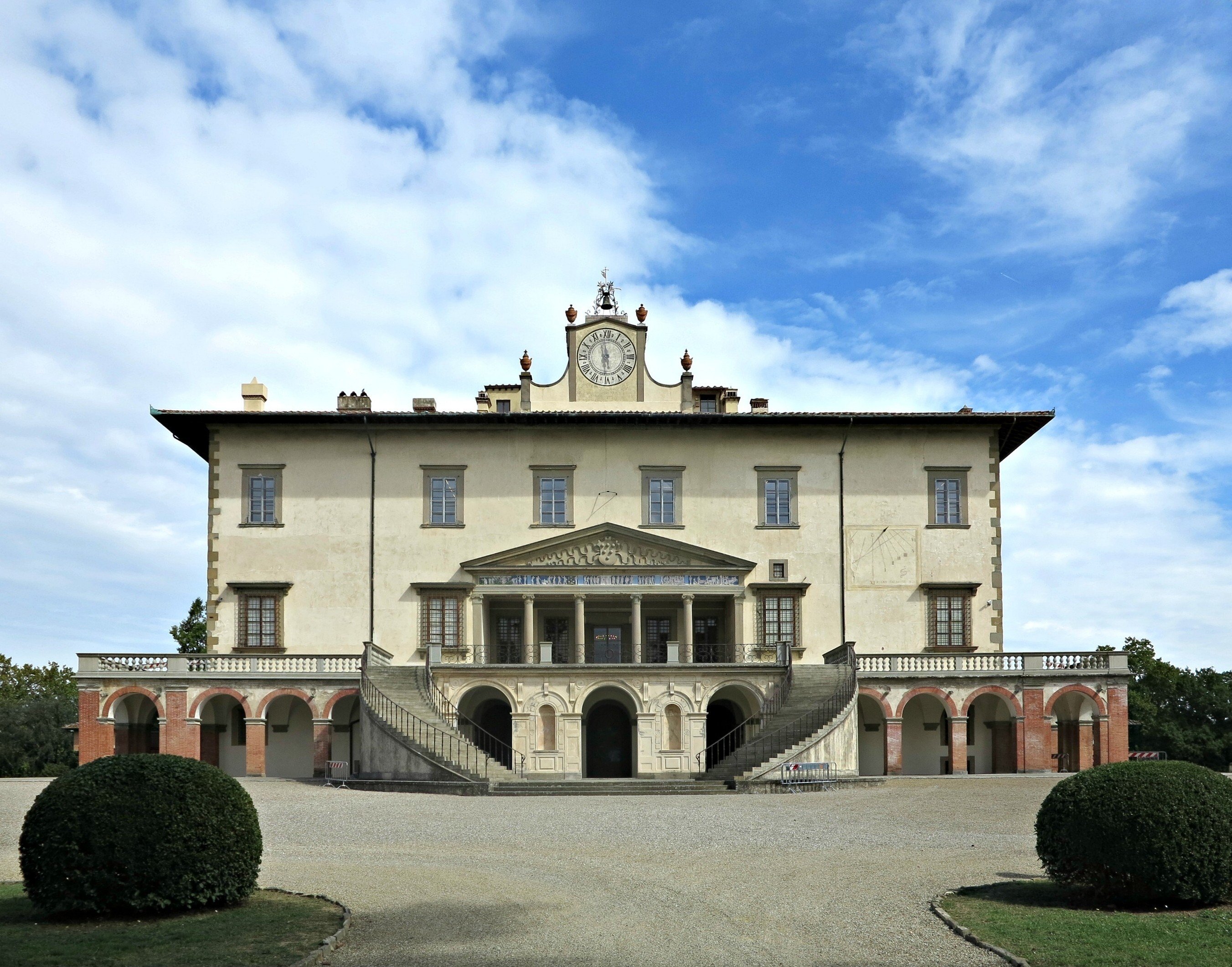
Villa Medici

Die Villa Medici in Poggio a Caiano bei Prato ist eine Villa in der Toscana, die seit dem Ende des 15. Jahrhunderts den Medici als Sommersitz diente.
Sie wurde erbaut nach den Plänen von Giuliano da Sangallo und war Vorbild für eine Villenarchitektur der Renaissance, die sich an Prinzipien antiker Villen, wie sie durch Vitruv und Plinius beschrieben worden sind, orientierte.

## Geschichte

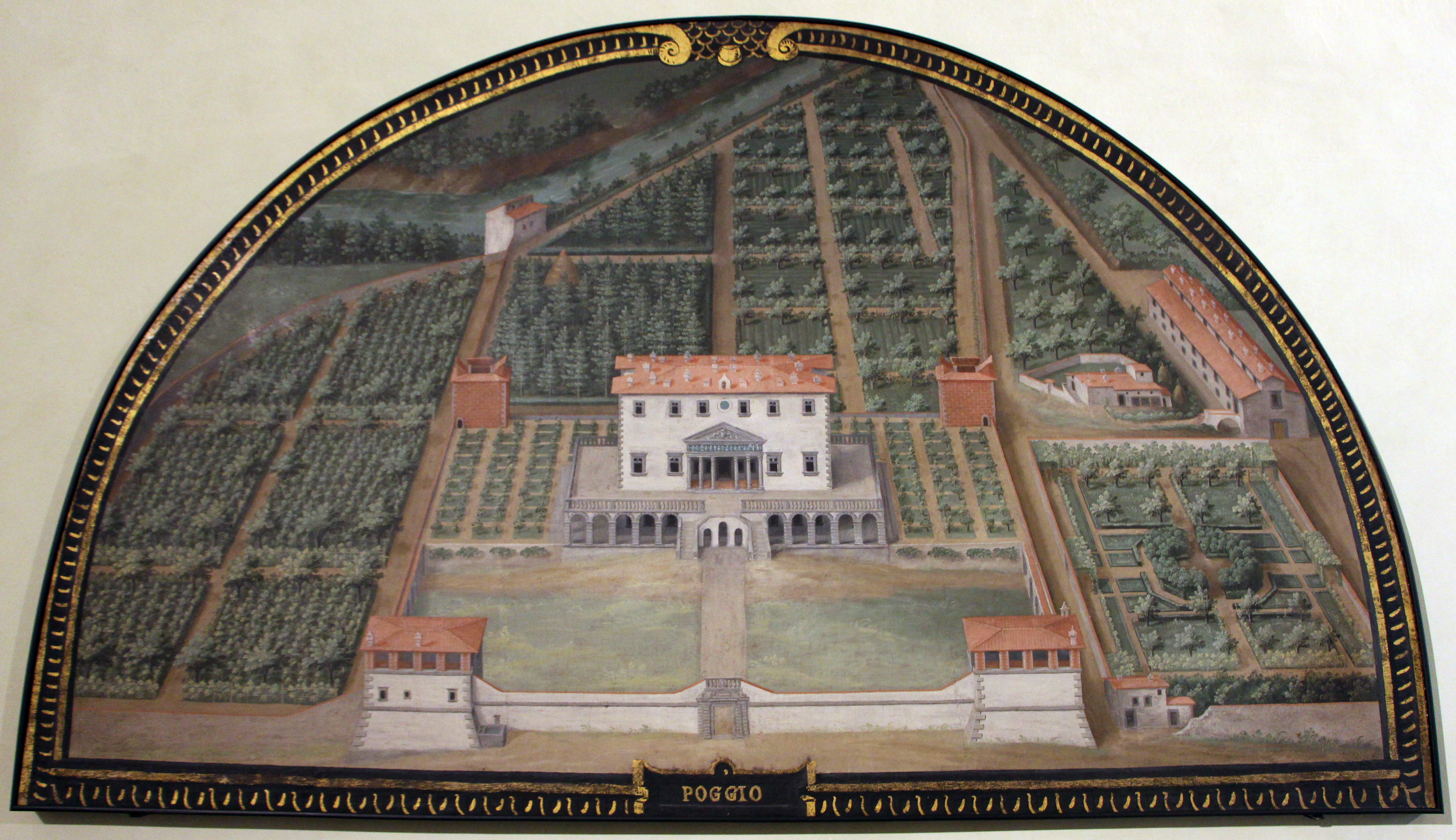
Villa Medici in Poggio, Giusto Utens um 1600

Um 1480 kaufte Lorenzo il Magnifico von der Florentiner Familie Rucellai eine Villa am Nordhang des Montalbano in Poggio a Caiano. 1485 beauftragte er Sangallo mit dem Entwurf eines Neubaus. Der Bau wurde von Sangallo und seiner Werkstatt gegen 1520 vollendet, die Bauzeit wurde allerdings zwischen 1495 und 1513 wegen der Vertreibung der Medici aus Florenz unterbrochen.
Es war üblich, dass neu vermählte Paare der Medici-Familie ihre Flitterwochen in der Villa verbrachten, bevor sie in Florenz die Ehrungen des Florentiner Adels entgegennahmen. Eleonora de Toledo lernte hier ihren späteren Ehemann, den damals zwanzigjährigen Cosimo kennen. Das berühmteste Hochzeitspaar war 1579 Francesco I. de’ Medici und seine zweite Frau Bianca Cappello (deren Sohn Antonio er adoptierte), die ihre Hochzeitsnacht dort verbrachten. Der spätere, unverhoffte Tod der beiden (1587) ließ Gerüchte über Vergiftung und Mord blühen.
Die Villa war die bevorzugte Residenz des kunstliebenden Erbprinzen Ferdinando de’ Medici (1663–1713), der das Haus zu einem Zentrum von Kunst und Kultur machte. Nach dem Tod des letzten Medici 1737 ging die Villa in den Besitz der neuen toskanischen Herrscher, den Herzögen von Habsburg-Lothringen über, die sie weiterhin als Sommersitz nutzten.
Unter Napoleon kam auch die Toskana unter französischen Einfluss, zunächst als Königreich Etrurien, später als Teil des napoleonischen Imperiums. Die Villa wurde in der Folge von Maria Luisa von Etrurien bewohnt, die durch Pasquale Poccianti verschiedene bauliche Veränderungen vornehmen ließ. Dann ging der Besitz an Elisa Bonaparte, einer Schwester Napoleons, der ihr die Titel einer Fürstin von Lucca und Piombino und seit 1809 einer Fürstin der Toskana verschaffte. Die Villa war der Lieblingsort Elisas, die sie zu einem Zentrum kultureller und gesellschaftlicher Ereignisse machte.
Nach der Restauration nutzten auch die neuen Herrscher Italiens, das Haus Savoyen, die Villa. 1861 wurde Viktor Emanuel II. von Savoyen König Italiens und machte Florenz zu seiner Hauptstadt. Er ließ die Villa Medici restaurieren und als Liebhaber von Jagd und Pferden neue Ställe bauen. Einige Säle im Erdgeschoss wurden neu ausgemalt und der große Ballsaal im Piano Nobile wurde Billardsaal. In die Villa zog auch Rosa Vercellana ein – die schöne Rosina – Geliebte des Königs und später seine Ehefrau zur linken Hand.
1919 wurde die Villa Besitz des italienischen Staates. Der Meierhof (cascina) und die Stallungen, die zusammen mit der Villa ein einzigartiges architektonisches Ensemble gebildet hatten, wurden nach und nach an Privatleute verkauft.
1965 diente die Villa Medici als Drehort für einige Szenen des Films Darling von Regisseur John Schlesinger.

## Architektur
Die Villa ist das erste Beispiel einer herrschaftlichen Villa der Renaissance, in der Vorstellungen von antiker Villenarchitektur und Prinzipien einer zeitgenössischen Architekturtheorie, wie sie von Alberti in seinem Architekturtraktat formuliert worden sind, verwirklicht wurden: angefangen von der Wahl des Bauplatzes bis zur formalen Gestaltungsprinzipien wie symmetrische Anlage, Harmonie der Bauteile und der Proportionen.
Errichtet ist die zweistöckige Villa auf einer weitläufigen Terrasse, die von den Arkaden des Sockelgeschosses gestützt wird. Die Ansicht der Villa entspricht im Großen und Ganzen noch dem Konzept Sangallos, allerdings wurde die gerade Außentreppe Sangallos zur Terrasse 1807 durch eine geschwungene zweiläufige Treppe ersetzt, die zu dem mit einem Tempelgiebel überdachten Portikus führt.
Dieses in der Folge in der Architektur profaner Bauten beliebte Motiv taucht hier zum ersten Mal auf. Auf dem Architrav der Loggia befindet sich ein Fries aus Terracotta mit allegorischen Szenen zur Verherrlichung des Bauherrn und seines Freundeskreises, das Sansovino zugeschrieben wird.

## Innenausstattung
Das Innere der Villa wurde in ihrer Geschichte mehrmals umgestaltet und enthält nur noch Teile der ursprünglichen Dekoration.
Im Untergeschoss befinden sich die Eingangshalle, ein Hoftheater aus dem 18. Jahrhundert, das so genannte Appartement der Bianca Cappello, das allerdings keine Spuren eines Renaissance-Ambiente mehr sehen lässt, und der Festsaal, bzw. Billardsaal der Savoyer mit einem Dekor des 19. Jahrhunderts.

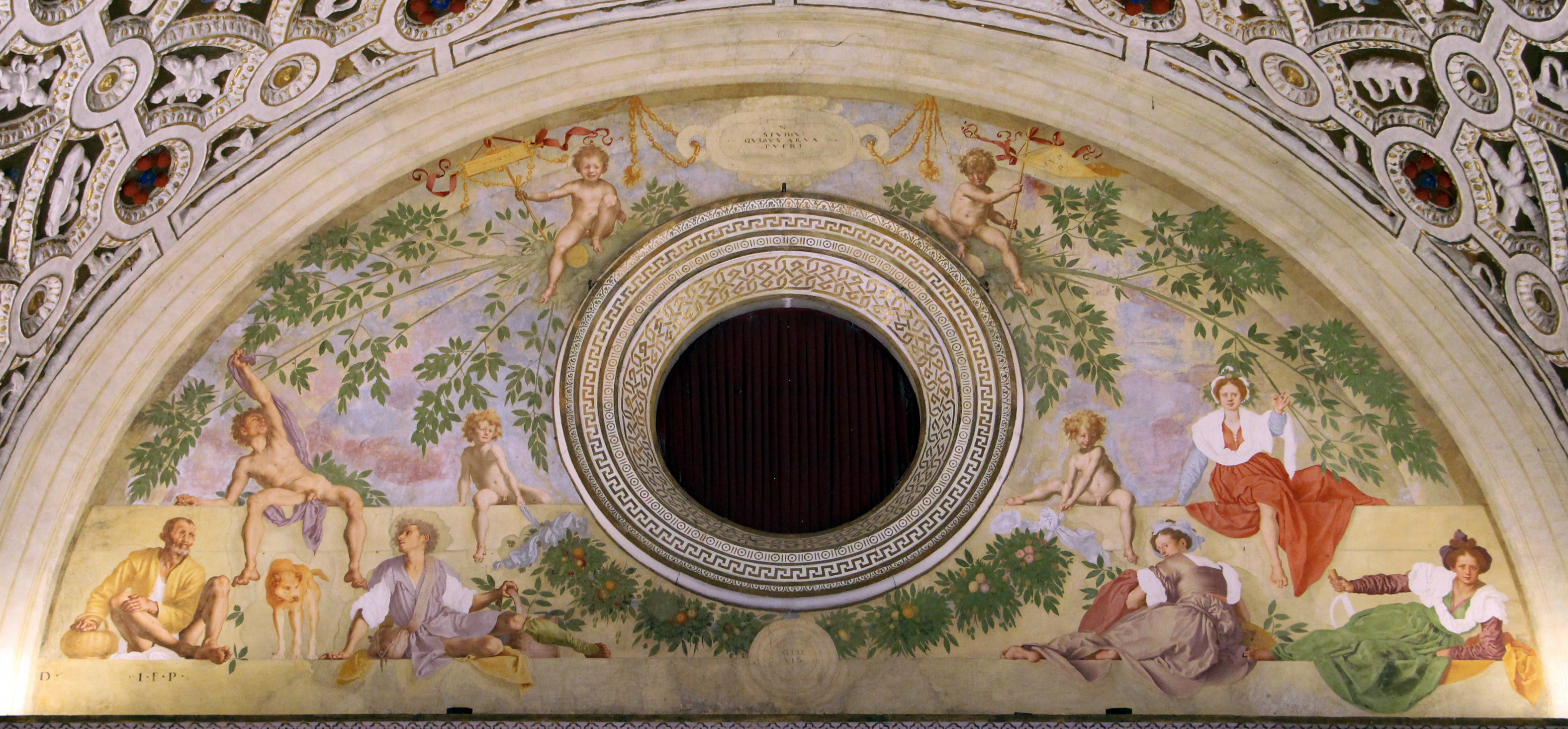
Vertumnus und Pomona, Fresko von Pontormo im Saal Leos X., 1519–21

Glanzstück der Villa ist der berühmte Saal Leo X. mit Fresken des 16. Jahrhunderts von Sangallo, Pontormo, Franciabiagio und Alessandro Allori. Die Themen der Historiengemälde an den Wänden stammen aus der römischen Geschichte, vor allem aus dem Leben Cäsars, Ciceros und des Scipio Africanus und enthalten allegorische Anspielungen auf Leben und Taten der Medici-Familie.
Eine der beiden Lünetten des Saals wurde von Pontormo mit einem Fresko ausgestattet. Thema des rätselhaften, äußerst kunstvoll verschlüsselten Bildes ist eine der Geschichten aus den Metamorphosen des Ovid, Vertumnus und Pomona, gleichzeitig eine Allegorie auf das Wiedererblühen des Hauses Medici. Das Fresko ist eines der Hauptwerke Pontormos. Die zweite Lünette enthält einen Garten der Hesperiden von Alessandro Allori.

## Der Garten
Mitte des 16. Jahrhunderts richtete Niccolò Tribolo den Garten ein, der mit dem Bau der Stallungen im Jahre 1548 abgeschlossen wurde.
Heute zeigt sich der größte Teil der Anlage als englischer Garten. Er wurde nach 1811 von Giuseppe Manetti neu gestaltet, ohne die ursprüngliche Konzeption zu berücksichtigen. Manetti legte einen englischen Garten an mit einem See, einem Dianatempel und anderen architektonischen Spielereien nach dem Geschmack der Zeit.
Nur auf der rechten Seite der Villa gibt es einen Gartenteil, der mit seiner geschlossenen geometrischen Anlage, den Gartenvasen und Statuen das Aussehen eines der charakteristischen italienischen Renaissance-Gärten hat, wie er möglicherweise unter seinem Erbauer ausgesehen hat.

## Museum
Die Villa dient heute als Museum, in dem neben den Fresken auch Musikinstrumente und kunstgewerbliche Gegenstände zu sehen sind.
Die an der Straße nach Prato liegenden ehemaligen Stallungen werden als Ausstellungsgebäude, als Bibliothek und als Kongresszentrum genutzt.

## Bildergalerie

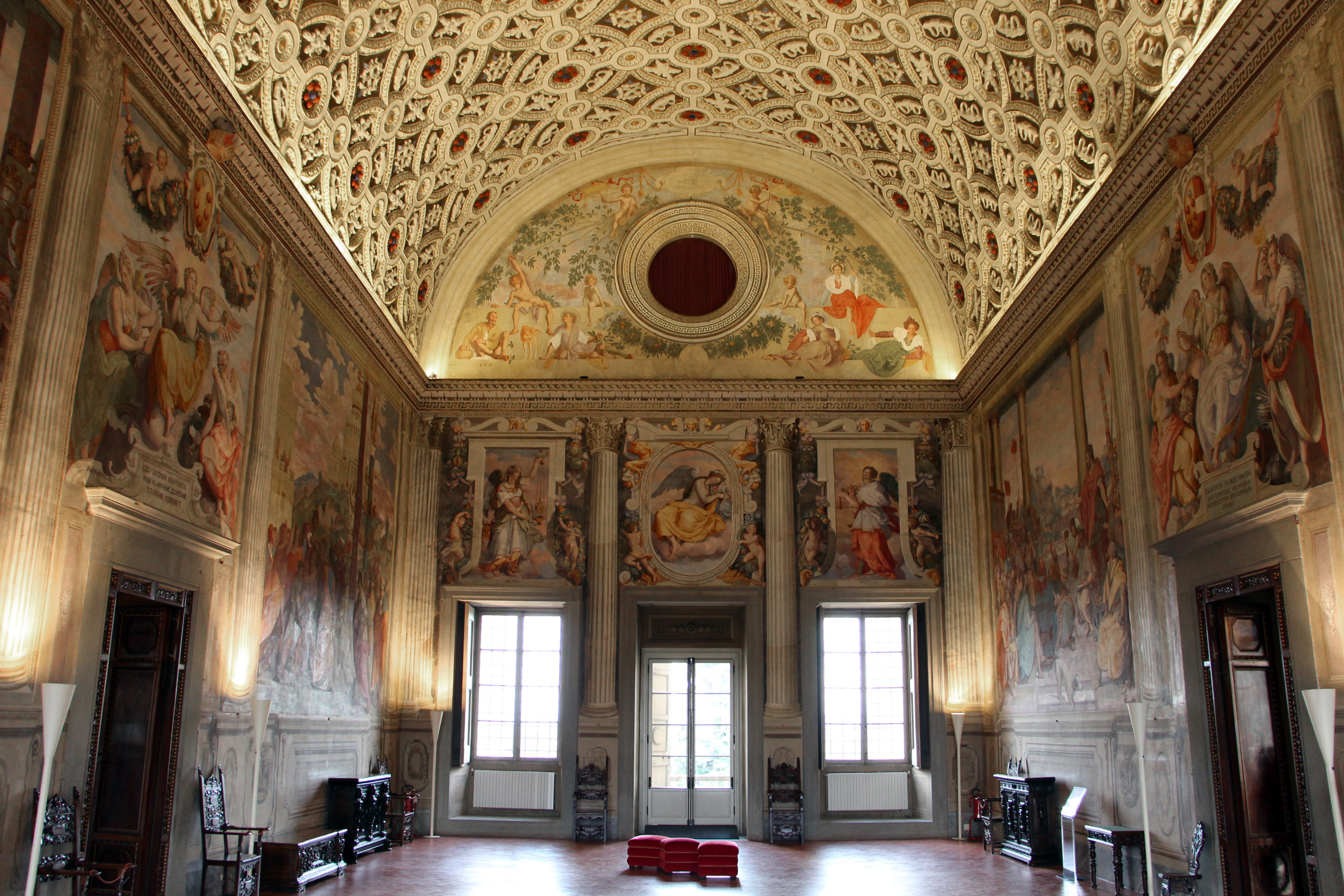
Saal Leos X. (Salone)
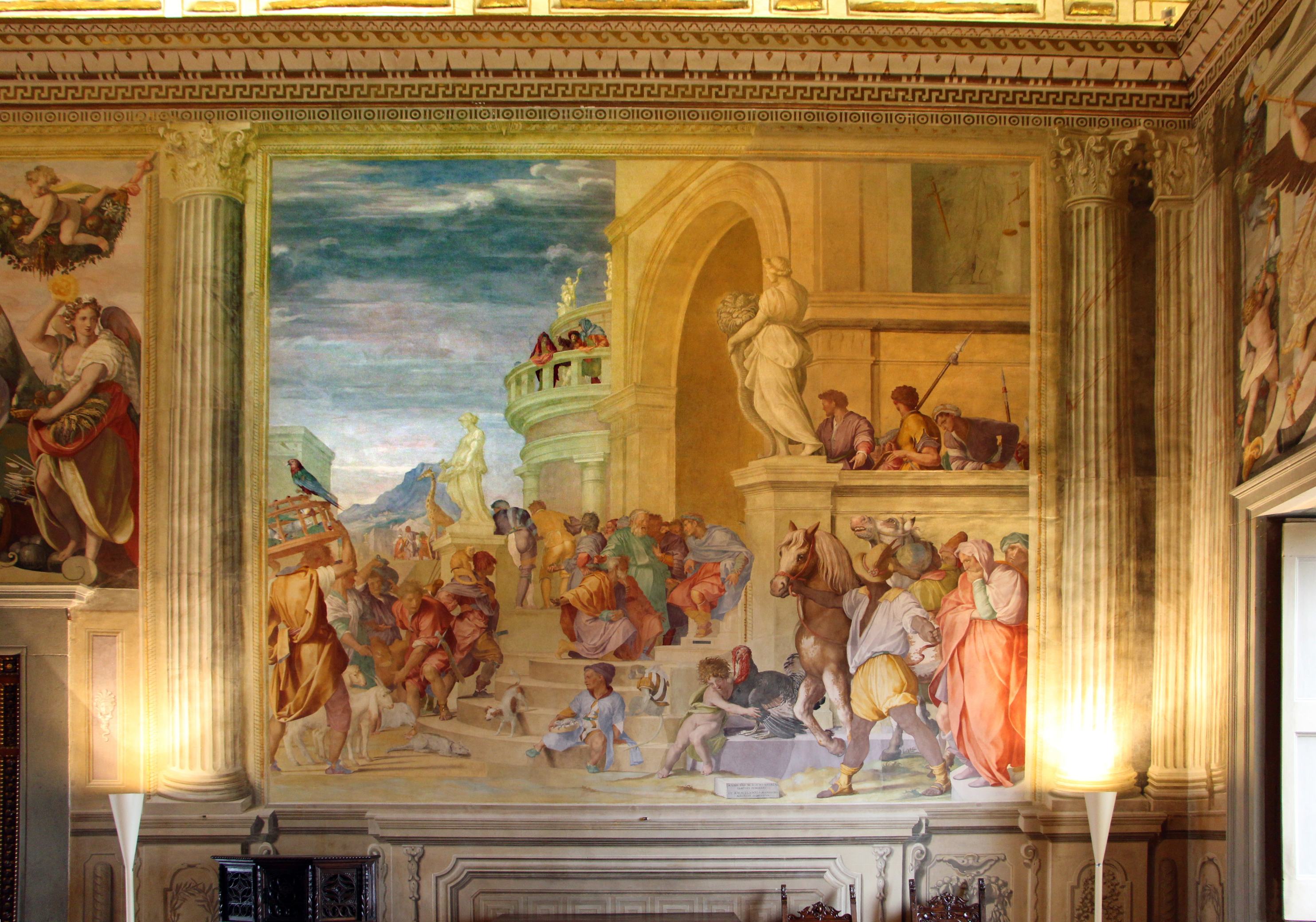
Andrea del Sarto: Tribut an Caesar, Fresko im Saal Leos X., ca. 1519–21
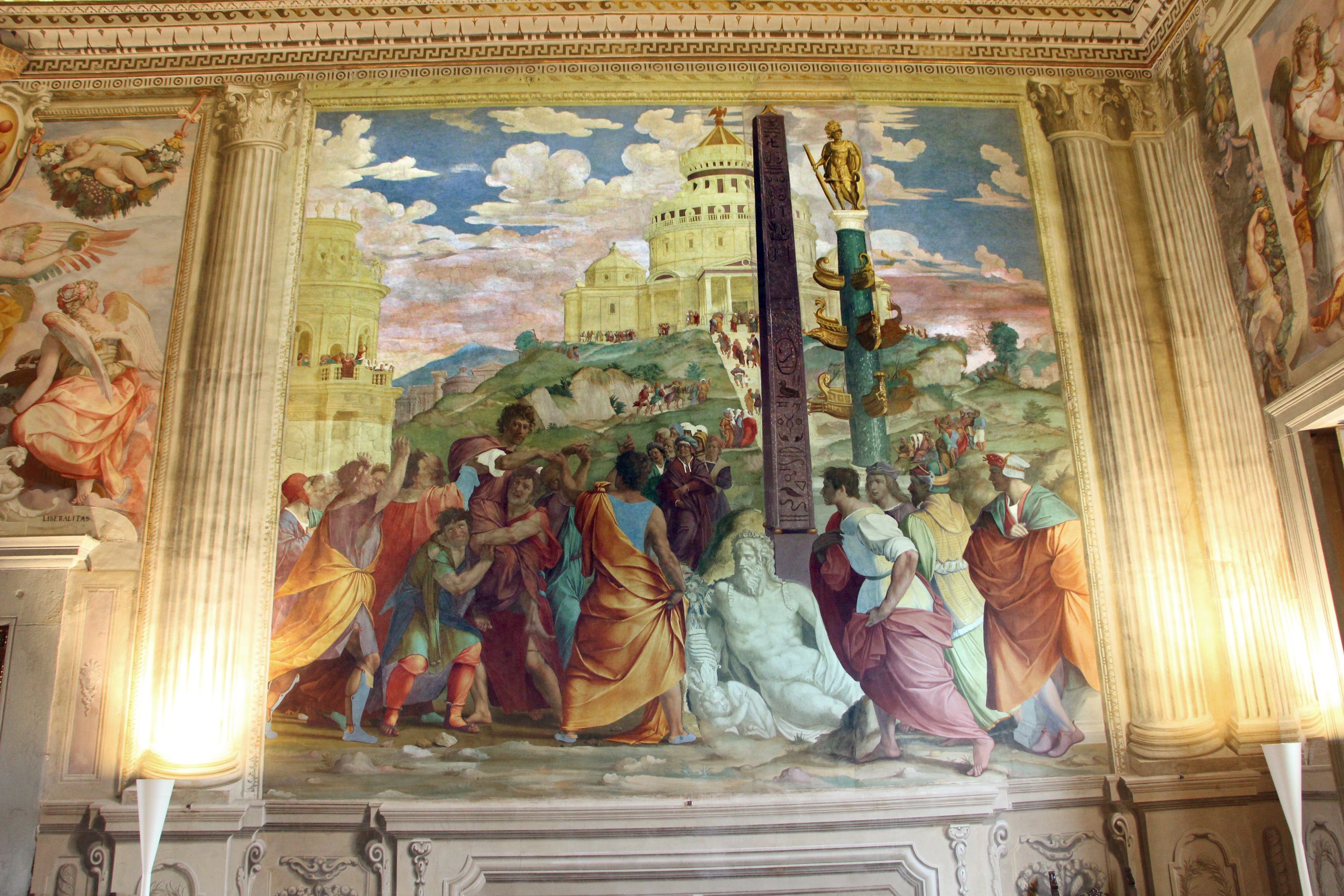
Franciabigio: Rückkehr des Cicero aus dem Exil, Fresko im Saal Leos X., ca. 1519–21
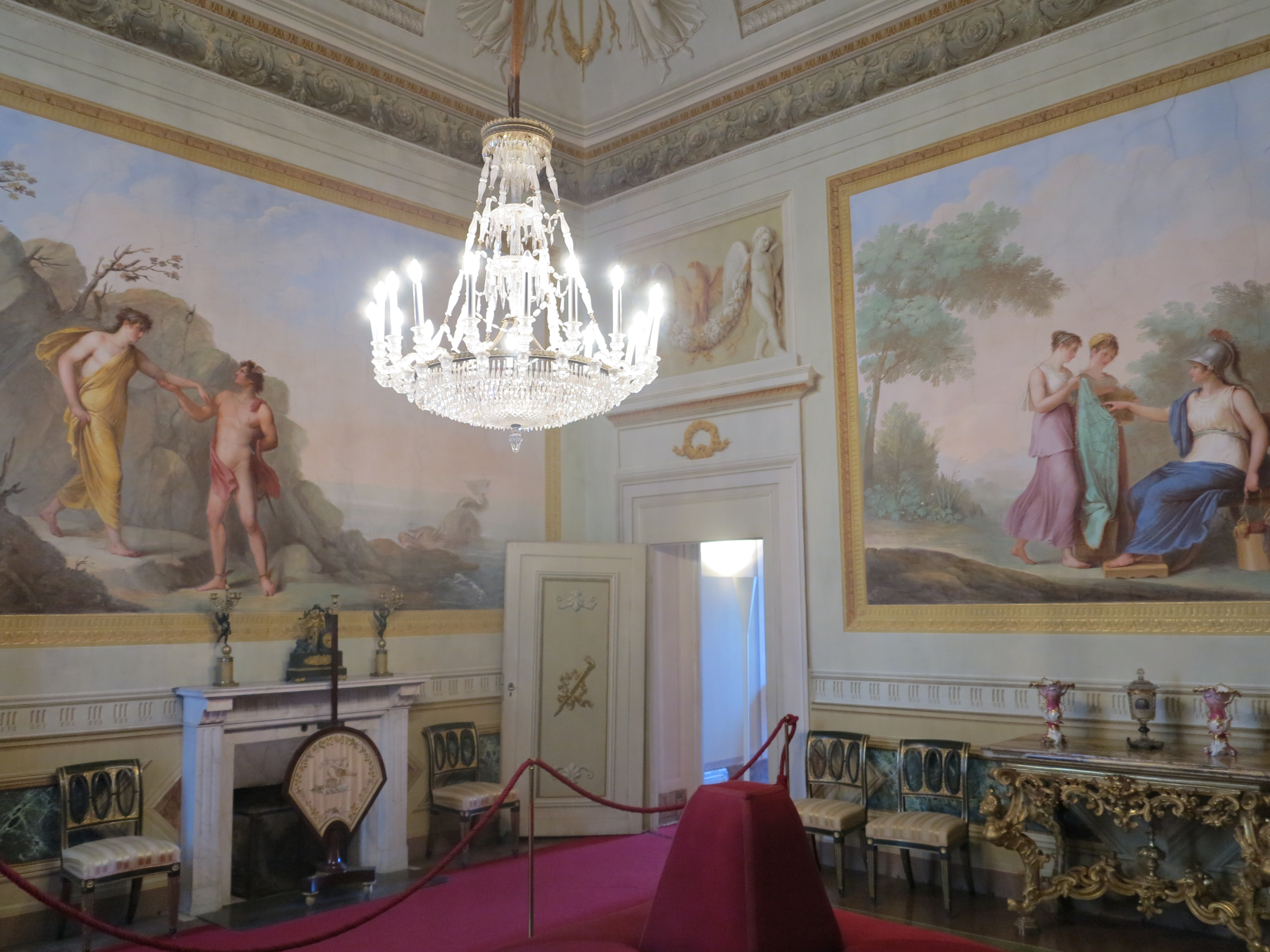
Salon im Appartement der Elisa Bacciocchi, mit Fresken von Luigi Catani
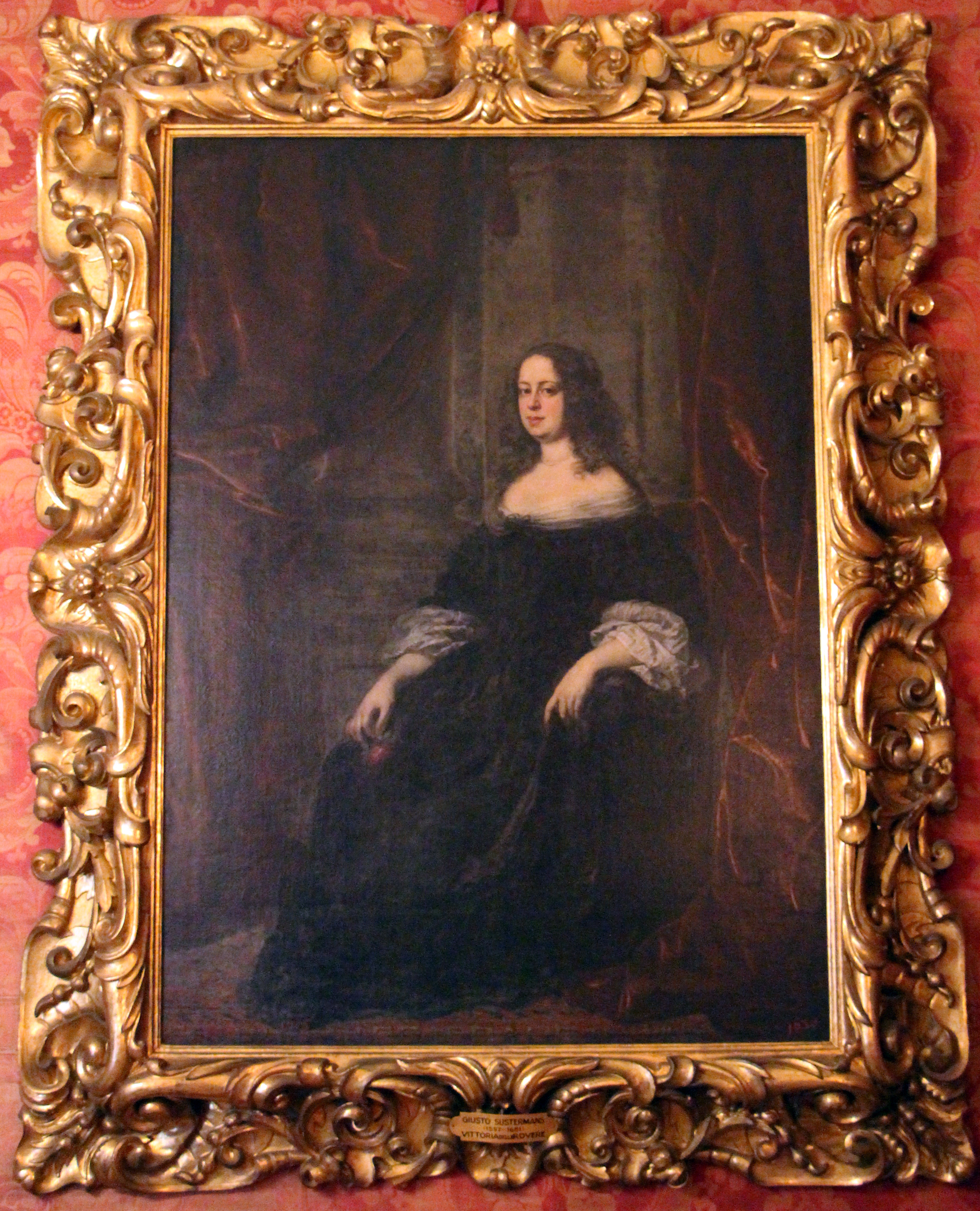
Giusto Sustermans: Porträt der Vittoria della Rovere im Appartement des Vittorio Emanuele II.
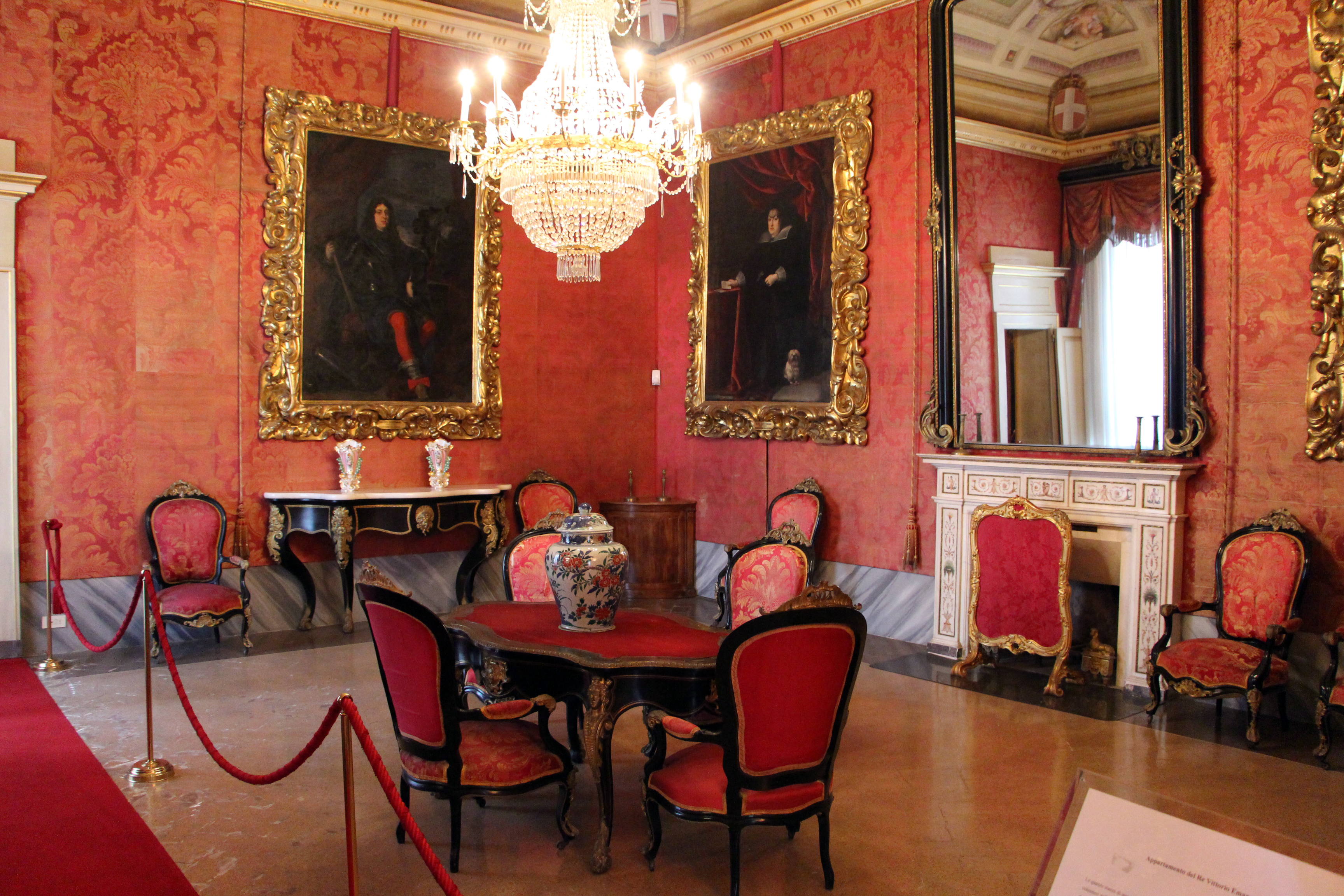
Empfangsraum im Appartement des Vittorio Emanuele II.
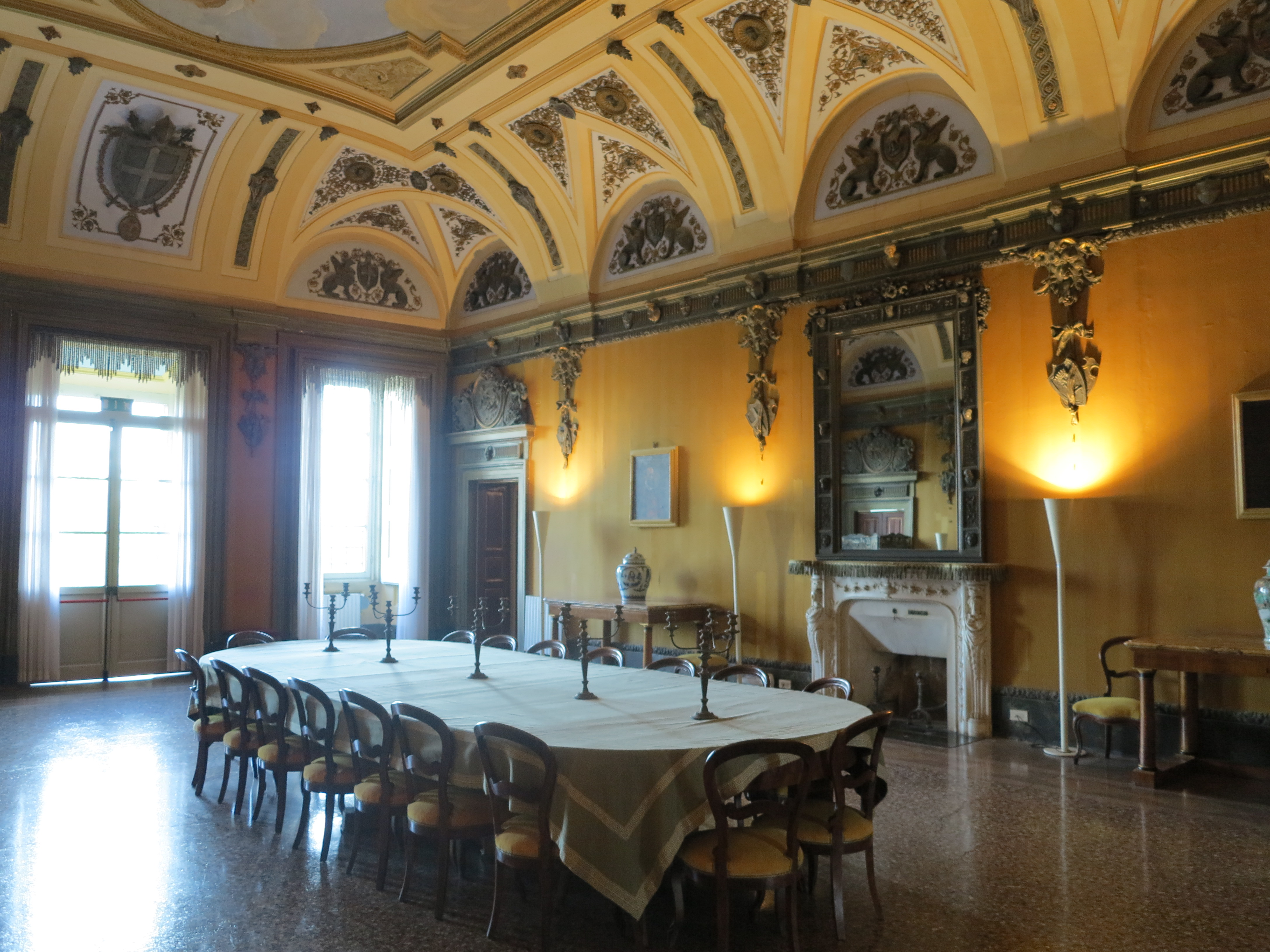
Esszimmer
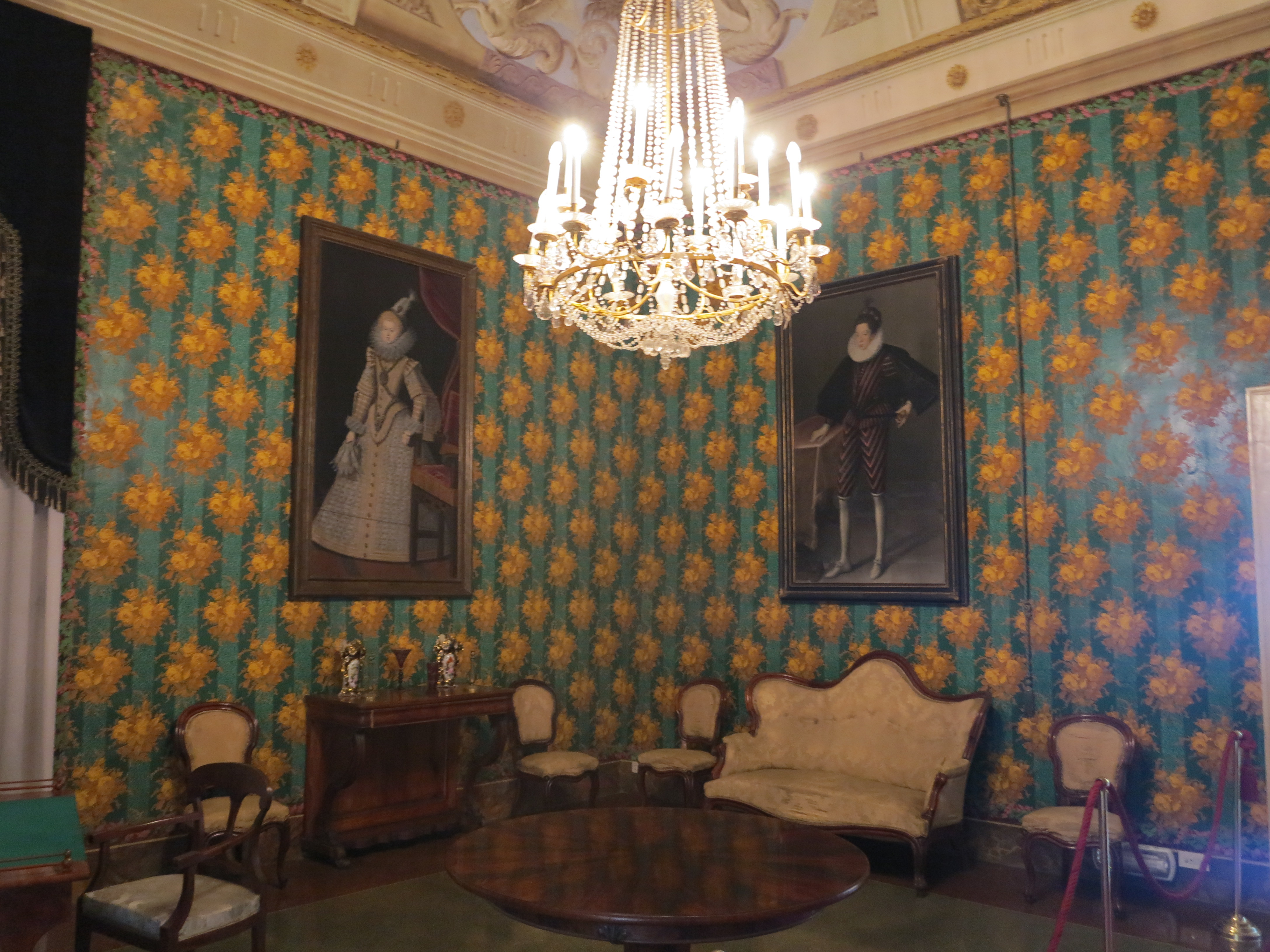
Grüner Salon im süd-westlichen Appartement